# Cruise Ausonia
Die Cruise Ausonia ist ein 2002 gebautes Fährschiff der italienischen Reederei Grimaldi Lines. Sie entstand unter dem Namen Superfast XII auf der Flender-Werft in Lübeck, Deutschland, und wurde im Jahr 2002 in Dienst gestellt.

## Geschichte
Das Schiff lief am 7. Dezember 2001 vom Stapel und wurde am 2. Oktober 2002 an die Reederei Superfast Ferries abgeliefert. Das auf den Namen Superfast XII getaufte Schiff wurde von der Reederei auf verschiedenen Routen im griechischen Mittelmeerraum und im Fährverkehr mit Italien eingesetzt.
2018 wurde das Schiff an Grimaldi Lines verkauft und in Cruise Ausonia umbenannt. Die Reederei setzt die Fähre auf der Route zwischen Neapel und Palermo ein.

## Schiff
Das RoPax-Schiff hat eine Bar sowie ein À-la-Carte-Restaurant an Bord. An Bord gibt es insgesamt 198 Kabinen und 95 Ruhesessel. Zudem bietet die Cruise Ausonia mehrere Shops für die Passagiere. An Bord des Schiffes gibt es außerdem einen Spielebereich für Kinder. Auf dem Sonnendeck des Schiffes befinden sich ein Pool und eine weitere Bar.
Durch die drei Heckklappen der Cruise Ausonia verläuft das Beladen und Entladen der Fähre ziemlich schnell.

## Schwesterschiff
Die Cruise Ausonia hat ein Schwesterschiff, die Superfast XI der Superfast Ferries.